# 水野キングダム
水野キングダム（みずのキングダム）は2006年10月3日から2009年9月27日までTOKYO MX他で放送されていた視聴者参加型バラエティ番組。

## 概要
- 視聴者を『水野キングダム』（以下、「国」と略す）の「国民」と見立て、「国民」から国に起こっている問題（お題）に対する回答をイラストで募集し、各大臣が採用されたイラストを評価して施策につなげてゆく大喜利方式のバラエティ番組である。製作は吉本興業が行っており、独立UHF局（事実上の放映キー局はTOKYO MX）や地方の系列局に番組販売の形で放送している。
- メインはリットン調査団の水野透（水野は46歳にして初の冠番組）、という名目になっているが、実質的に番組の進行をしているのは各大臣であり、その中でも中心となっているのは千原ジュニアである。
- 番組はKDDIと提携しており、KDDIの一社提供番組である（ただし、番組内で「この番組はKDDIの提供でお送りします」という提供アナウンスは流れない）。番組内で流れるCMは通常のauのCMの他に、「大臣たちの休日」というテーマで、番組準レギュラーおよび若手芸人たちが出演する、この番組のみのオリジナルCM（インフォマーシャル）も流れる（ファンダンゴTVではこのインフォマーシャルは放送されず、auのCMの代わりにファンダンゴTVの放送内容や吉本興業の催し物（吉本新喜劇、うめだ花月など）や番組案内のCMが放送されていた）。
- 議場場面は東京・渋谷のヨシモト∞ホールで収録されている（観客はスーツ着用が義務付けられている）。2008年12月には初の出張会議として当時大阪にあった京橋花月での収録が行われた（放映は2009年1月）。
- 最終回は水野キングダムに巨大隕石が接近しているという事で、特別本会議を招集し、隕石を回避する案を募った（このときの議長は山崎邦正が担当、山崎はこのときが初議長）。

## 本会議
- 大臣は千原ジュニア大臣とゲスト大臣6〜7人の計7〜8名。そのうち1名が議長となって議会の運営を行う。
- 大臣は「スーツ」と「七三分け」というスタイルで統一されている。大臣のスーツには議員バッジが着用される。
- 1回の議会で2件の議題を協議する。最初の案件の議長は千原ジュニア大臣（まれにケンドーコバヤシが務めることもある）が、2件目の議長はゲスト大臣のうちの1名（もしくは1組）が務める。また、回によって1件の議題のみ放送されることもある。
- 「『議題』→『国民からの回答』の3〜4件を議長が紹介し、大臣と検討→1つを協議・選出」という流れである。
- 『国民からの回答』を議長が紹介したのち、他の大臣から疑問やツッコミが議長に投げかけられ、議長が即興で回答することになる。このとき、質問によっては俗に言う「むちゃ振り」とも呼べる展開（絶対に滑らないギャグを披露するなど）となり、それに対し議長が苦し紛れの回答を出す、あるいは議長が（スベった後に）逆に大臣を指名するなど展開はさまざまであり、他の番組では見られない芸人の即興性が試されるのが最大の特徴である。
- 「（選出された回答）の施行状況は追ってご報告致します」でそのお題は終了となる。

## 水キンステーション
- 番組の途中もしくは最後に放送される。
- 放送される内容は「議会で選出された国民からの回答の施行状況」「吉本興業の催し物の案内」「auのサービス」など。
- 毎回「auトップメニューより『ヨシモト』で検索してアクセス！」というセリフで締める。このとき、ニュースキャスターの林が毎回毎回違った演出方法で「アクセス！」と叫ぶのがお約束となっている（回によっては中野キャスターも協力して寸劇のような展開になることもある）。

## ミズニメーション制作委員会
- 2008年5月6日放送分より始まった企画。水野キングダムのアニメ制作会社「(有)ミズニメーション」からの「国民からつまらないとそっぽを向かれているアニメに声を入れて面白い作品を仕上げて欲しい」という発注を受けて発足されたアニメアテレコ機関。
- 30秒間のアニメのうちの5〜10秒間のアテレコ部分に面白い科白を1〜2名の大臣が即興で入れていく。
- 千原ジュニア大臣はここでは司会進行役。
- 大臣たちは大きな円卓に座ってアテレコを見守る形。
- なお、アフレコされたアニメーションはYouTubeで視聴ができる。

## その他・特別企画
- サバンナ八木真澄が議長になった際、水野キングダムの『国技』を決める会議が行われた。このときは議員全員が国技（実際は八木の持ちネタである創作ゲーム）を試すことになったが、結局国技は決定されなかった。
- 稀に本会議を放送しないで、特別企画を放送することがある。過去に「歴代の水野キングダムの国王」、「元旦マスク」、「ウチくる!?のパロディ」（水野の恩師を訊ねる企画、2008年12月末放送）、「日水国際交流議会」（芸人のネタ披露）などのコーナーを放送した
- 2007年に「水野キングダム♥パワーパフガールズ」として、カートゥーン ネットワークの番組『パワーパフガールズ』とのコラボレーションが実現した。同アニメはMXTVのカートゥーンの再放送枠で放映されていた。
- スポンサーであるKDDIの「グリーンロードプロジェクト」が行われた際には大臣全員が緑のネクタイを着用し、レギュラーである千原ジュニアに関しては緑の靴下を履いていた。
- 2008年9月16日放送分では後述の一日国王権の権利に当選した一般視聴者が国王となり、「水野キングダム」ではなく「○○（当選者の苗字）キングダム」のタイトルで放送された。そのためオープニングも当選者の顔になり、ナレーションも変更され、さらに番組ホームページのトップページも変更されるほどの徹底ぶりだった。尚、水野国王も出演したがいつも座っている椅子の隣におかれたパイプイスに座って本会議を見ることになった。
- 時々オープニングでは財政難という理由により番組で使用された小道具や実際に本会議で決まった提案を実物化された商品をネットオークションに出品しているという告知をすることがある。

## 出演者
（）内は番組内で用いられている役職キャラ名
- 「大臣」は毎回6〜7名で構成。

レギュラー
- 水野透（水野16世）

※番組上国王にはなっているものの、いわゆる「お飾り」で議決権もなければ発言権すらなく、会議終了後に締めのコメントを述べるだけである。最終回では自ら宇宙船に乗り込み、船ごと隕石と衝突して王国を守った（その後の消息は不明）。
- 千原ジュニア　※事実上の番組の進行役

準レギュラー
- ケンドーコバヤシ
- バッファロー吾郎（竹若元博・木村明浩（現・バッファロー吾郎A））
- FUJIWARA（藤本敏史・原西孝幸）
- 山崎邦正（現・月亭方正）
- ほっしゃん。（現・星田英利）
- たむらけんじ
- 宮川大輔

主なゲスト
- サバンナ（高橋茂雄・八木真澄）
- 渡辺あつむ（元・世界のナベアツ、現・桂三度）（ジャリズム（当時））
- 蛍原徹（雨上がり決死隊（当時））
- 130R（ほんこん・板尾創路）
- 博多華丸・大吉（博多華丸・博多大吉）
- 山里亮太（南海キャンディーズ）
- シャンプーハット（小出水直樹（現・恋さん）・宮田てつじ（現・てつじ））
- 千原せいじ
- 庄司智春 （品川庄司）
- だいたひかる
- 麒麟（川島明・田村裕）
- ザ・ちゃらんぽらん→ライセンス（井本貴史・藤原一裕）
- ハローバイバイ（金成公信（現・千葉公平）・関暁夫）
- ジャルジャル（後藤淳平・福徳秀介）
- ピース（綾部祐二・又吉直樹）
- ブラックマヨネーズ（吉田敬・小杉竜一）
- イジリー岡田（議員ではなく水野キングダムの議案だった「食欲を誘うグルメレポータ」で議決されたグルメレポーター役・ウタマロとして出演。吉本以外の芸人で番組に出た唯一の芸人）

など
ニュースキャスター
- 林克治（カリカ（当時））
- 辰巳奈都子（2007年4月〜2007年10月）
- 中野公美子（2007年10月〜）

ナレーター
- 奥山英志

## 関連商品
- 小島さん携帯ストラップ
- 水野キングダムDVD(2007年9月21日)
- 水野キングダムオール百科(2008年6月11日)
- 水野キングダムDVDII(2008年6月18日)
  - 以前、水野キングダムオール百科と水野キングダムDVDⅡを同時購入した人1名に水野キングダム1日国王権（水野16世がいつも座っている椅子で本会議が見学できる）というキャンペーンが行われたのだが応募されたのが僅か64通だった。コレに対して山崎邦正は「自分がやっているインターネットラジオより応募が少ない」やケンドーコバヤシは「(当選は)広き門ですよ」といじっていた。

## スタッフ
- 構成：たちばなひとなり、塩野智章、八代丈寛、はしもとこうじ
- TD／SW：四藤史郎
- 照明：藤井隆司
- カメラ：川崎圭一郎、大尾庸介
- 音声：山崎勝彦
- VE：柴田康司
- 美術：つむら工芸
- CG制作：映式
- グッズ製作：下川太樹（吉本倶楽部）
- メイク：atelier jam
- 衣裳：amaranth
- 音響効果：小田切暁
- イラスト：ニイルセン
- 編集：清野孝義
- MA：小木曽祥平
- モバイルサイト制作：郡山隆志
- PCサイト制作：丸山志歩
- ワンセグデータ放送：Gigno System
- 技術協力：Trash、アーチェリープロダクション、THE COLORS
- 制作協力：クリーク・アンド・リバー社、BEEPS、ヨシモト∞ホール
- 制作スタッフ：三井真由子、小野寺香里、岩田友博、山際亮平
- AP：甘利京子、酒井泰夫、下里弘高、太田恵
- ディレクター：土屋良介、高橋耕平
- 演出：阿部和孝
- プロデューサー：松山泰士・木村泰和（KDDI）、山地克明、家永洋
- 協力：KDDI
- 製作著作：吉本興業

## 放送局
- TOKYO MX 毎週日曜22:30〜22:55（2006年10月3日〜）

2009年3月までは毎週火曜23:00〜23:30の放送だった。
- サンテレビ 毎週土曜22:30〜23:00（2007年10月6日〜）
- テレビ西日本 毎週火曜日26:10〜26:40（2008年4月15日〜）
- 西日本放送 毎週火曜25:34〜26:04（2008年9月16日〜　8日遅れ）

また、一部のケーブルテレビ局でも視聴可能である。詳しくは公式サイトのケーブルテレビ放送局一覧を参照。

### 過去に放送していた局
- 三重テレビ 毎週月曜22:50〜23:20（2007年4月9日〜2007年10月1日）
- ヨシモトファンダンゴTV 毎週火曜23:00〜23:30（2006年10月3日〜2008年3月25日）※ヨシモトファンダンゴTVの終了に伴い放送終了。